# Ubong Moses Ekpai
Ubong Moses Ekpai (Uyo, 17 de octubre de 1995) es un futbolista nigeriano que juega en la demarcación de centrocampista para el S. K. Dynamo České Budějovice de la Liga de Fútbol de la República Checa.

## Biografía
Empezó su carrera futbolística en su país natal, jugando con el Akwa United FC y con el Kano Pillars FC, con el que llegó a disputar cuatro partidos de la Liga de Campeones de la CAF. En 2016 se marchó al Maccabi Haifa FC, quien tras un mes le cedió al FC Slovan Liberec. En 2017, finalmente el Maccabi le traspasó al FC Fastav Zlín, y finalmente en 2018, al FC Viktoria Plzeň. En junio de 2021 firmó con el S. K. Slavia Praga hasta 2024, aunque en enero de 2022 se fue al F. C. Baník Ostrava para completar la temporada. De cara a la siguiente fue el F. K. Mladá Boleslav quien logró su cesión.

## Clubes
| Club                                   | País            | Año       | Partidos | Goles |
| -------------------------------------- | --------------- | --------- | -------- | ----- |
| Akwa United F. C.                      | Nigeria         | 2014      |          |       |
| Kano Pillars F. C.                     | Nigeria         | 2015      | 20       | 7     |
| Akwa United F. C.                      | Nigeria         | 2016      | 13       | 6     |
| Maccabi Haifa F. C.                    | Israel          | 2016      | 0        | 0     |
| F. C. Slovan Liberec (cedido)          | República Checa | 2016-2017 | 21       | 4     |
| F. C. Fastav Zlín                      | República Checa | 2017-2018 | 36       | 7     |
| F. C. Viktoria Plzeň                   | República Checa | 2018-2019 | 17       | 0     |
| S. K. Dynamo České Budějovice (cedido) | República Checa | 2019      | 6        | 1     |
| F. C. Viktoria Plzeň                   | República Checa | 2020      | 0        | 0     |
| S. K. Dynamo České Budějovice (cedido) | República Checa | 2020-2021 | 10       | 0     |
| S. K. Slavia Praga                     | República Checa | 2021-2022 | 22       | 2     |
| F. C. Baník Ostrava (cedido)           | República Checa | 2022      | 7        | 0     |
| F. K. Mladá Boleslav (cedido)          | República Checa | 2022-2023 | 13       | 0     |
| K. F. Liria                            | Kosovo          | 2024      | 15       | 2     |
| S. K. Dynamo České Budějovice          | República Checa | 2024-     | 1        | 0     |